# دوري فلسطين 1937–38
دوري فلسطين 1937–38 هو الموسم 6 من دوري فلسطين. أشرف على تنظيمه اتحاد إسرائيل لكرة القدم، وفاز فيه نادي هبوعيل تل أبيب.